# Телефонные переговоры Дональда Трампа и Владимира Путина (2025)
Телефонные переговоры Дональда Трампа и Владимира Путина для прекращения боевых действий на Украине начались в 2025 году.

## Предыстория
7 ноября 2024 года Владимир Путин поздравил Дональда Трампа с победой на выборах в США и добавил, что желание избранного президента положить конец конфликту на Украине «заслуживает внимания».
9 ноября 2024 года советник Дональда Трампа Брайан Ланза заявил, что администрация президента США «сосредоточится на достижении мира на Украине», а не на возвращении ей отнятых территорий.
7 февраля 2025 года Дональд Трамп заявил, что разговаривал с Владимиром Путиным по телефону. Пресс-секретарь президента РФ Дмитрий Песков отказался подтвердить это заявление.
11 февраля 2025 года специальный посланник президента США по Ближнему Востоку Стивен Уиткофф прибыл в Москву с целью организации обмена американского гражданина Марка Фогеля на россиянина Александра Винника. По данным Fox News, во время своего визита Уиткофф провёл встречу с президентом России Владимиром Путиным, что впоследствии не было официально подтверждено или опровергнуто Кремлём. Представители администрации президента США заявили, что «обмен» пленными может стать предвестником возобновления усилий по завершению конфликта между Россией и Украиной.
12 февраля 2025 года на встрече в штаб-квартире НАТО в Брюсселе министр обороны США Пит Хегсет заявил, что США не поддержат стремление Украины к членству в НАТО.

## Переговоры 12 февраля
Длительность разговора составила полтора часа. Это был первый прямой обмен мнениями между лидерами РФ и США с февраля 2022 года.
Согласно подробному заявлению, опубликованному Дональдом Трампом в своей социальной сети Truth Social, беседа охватила широкий спектр тем, включая ситуацию на Украине, Ближний Восток, энергетику, искусственный интеллект, силу доллара и другие вопросы.
Согласно официальным заявлениям, беседа была охарактеризована американской стороной как «длительная и весьма продуктивная». В ходе разговора лидеры обсудили ряд вопросов, центральным из которых стала ситуация вокруг вооружённого конфликта на Украине, начавшегося в 2022 году.
По итогам беседы президент Трамп заявил о договорённости начать немедленные переговоры по прекращению военных действий на Украине. Обе стороны выразили намерение «очень тесно» сотрудничать в поисках дипломатического урегулирования конфликта.
Президент США со своей стороны поручил возглавить мирные переговоры госсекретарю США Марко Рубио, директору ЦРУ Джону Рэтклиффу, советнику по национальной безопасности Майклу Уолтцу и специальному посланнику на Ближнем Востоке Стиву Уиткоффу.
Пресс-секретарь Кремля Дмитрий Песков подтвердил факт разговора и сообщил, что в ходе беседы Владимир Путин указал на «необходимость устранения коренных причин конфликта». Также стало известно о взаимных приглашениях лидеров посетить страны друг друга, в частности, о приглашении Трампа в Москву.

### Последствия
Дональд Трамп анонсировал предстоящую личную встречу с Владимиром Путиным в Саудовской Аравии.
Советник президента Украины Дмитрий Литвин заявил, что президент США после общения с главой РФ провёл телефонный разговор с Владимиром Зеленским. Трамп поделился деталями разговора с российским лидером и договорился о немедленном начале мирных переговоров.
Министры иностранных дел Украины, Франции, Великобритании, Испании, Италии, Польши, Германии, а также глава внешнеполитического ведомства Евросоюза (группа «Веймар+») по итогам встречи в Париже выступили в поддержку Украины и выступили об обязательном участии ЕС в переговорном процессе.
13 февраля 2025 года российский фондовый рынок после проведённого разговора между Владимиром Путиным и Дональдом Трампом отреагировал ростом на 8,34 процента.
Дональд Трамп после телефонных разговоров с Владимиром Путиным и Владимиром Зеленским объявил о трёхсторонних переговорах в Мюнхене при участии США, России и Украины 14—16 февраля (это так и осталось словами: российских представителей в Мюнхене не было).
15 февраля 2025 года специальный представитель президента США по вопросам Украины и России Кит Келлог заявил, что мирный план для двух враждующих стран может быть разработан в течение нескольких дней или недель.
15 февраля 2025 года Владимир Зеленский призвал к созданию «армии Европы», поскольку считает, что США больше не смогут прийти на помощь континенту. Президент Франции Эмманюэль Макрон объявил об организации экстренной встречи европейских лидеров в Париже для обсуждения позиции Европы по поводу членства Украины в НАТО и предоставления ей гарантий безопасности.

### Оценки
По оценке CNN, телефонный разговор между Путиным и Трампом, наряду с заявлениями Пентагона о самостоятельном несении военных расходов европейскими членами НАТО, ознаменовал значительные изменения в американо-европейских отношениях. Издание отмечает, что позиция Трампа отражает его принцип «Америка прежде всего» и стремление оценивать международные отношения с точки зрения финансовой выгоды. The Washington Post подчёркивает, что интересы европейских стран в сфере обороны отходят на второй план.
BBC отметила, что возможный взаимный визит лидеров будет означать фундаментальный сдвиг в двусторонних отношениях, учитывая, что американский президент не посещал Россию более десяти лет. Издание Axios охарактеризовало телефонный звонок, возможную встречу лидеров и объявленный ранее обмен пленными как признаки оттаивания замороженных американо-российских отношений.
Согласно оценке The New York Times, для Владимира Путина этот телефонный звонок стал поворотным моментом, по значимости сравнимым с ключевыми сражениями в трёхлетнем украинском конфликте.
По мнению The Guardian, быстрое начало переговоров с Россией и открытые требования к Украине уступить территорию вызвали тревогу в Киеве и среди европейских союзников Украины. Они выразили опасения, что администрация Трампа может пойти на значительные уступки требованиям Путина ради скорейшего заключения сделки. Al Jazeera охарактеризовала произошедшее как «существенный сдвиг в политике США в отношении Киева за три года».
Согласно The Times, 90-минутный разговор является доказательством провала попыток изолировать Россию и превратить Путина в международного изгоя. Süddeutsche Zeitung обратила внимание на то, что Трамп отверг европейскую позицию о недопустимости решения судьбы Украины без участия самой Украины и европейских партнёров, подчеркнув, что за предполагаемым столом переговоров будут присутствовать только два участника: Трамп и Путин. По данным Bloomberg, европейские чиновники не получили предварительного уведомления о готовящемся разговоре и были потрясены тем, что он состоялся. Издание Handelsblatt отмечает, что главы ЕС опасаются, что Трамп может быть готов сделать значительные уступки Путину за счёт Европы.
Министр обороны США Пит Хегсет, комментируя разговор, подчеркнул, что стремление к миру «не является предательством» Украины, и отметил, что российская агрессия послужила «перезагрузкой» для НАТО. Однако бывший советник Дональда Трампа по национальной безопасности Джон Болтон заявил, что Трамп «фактически капитулировал» перед Владимиром Путиным по вопросу Украины.
13 февраля 2025 года президент Франции Эмманюэль Макрон в интервью вскоре после переговоров Трампа и Путина заявил, что «настал момент, когда Европа должна ускориться и начать действовать». Канцлер Германии Олаф Шольц в своём видеообращении после переговоров дал комментарий о необходимости «чёткой, быстрой и решительной позиции Европы».
15 февраля 2025 года Владимир Зеленский сообщил, что он «не доволен» тем, что первый звонок Дональда Трампа был Владимиру Путину, и предупредил, что будет ещё «более опасно», если президент США встретится с президентом РФ до него. 
15 февраля 2025 года министр иностранных дел Польши Радослав Сикорский заявил, что звонок президента США Дональда Трампа Владимиру Путину был ошибкой, «поскольку он поддерживает Путина и подрывает моральный дух Украины».

## Переговоры 18 марта
18 марта 2025 года прошёл ещё один телефонный разговор лидеров двух стран, длившийся 2 часа 28 минут. Это был первый диалог президентов после высказанного Трампом предложения о заморозке военных действий на 30 дней. Одной из центральных тем, как и на первых переговорах, стало урегулирование российско-украинского конфликта. 
Путин поддержал идею Трампа о 30-дневном прекращении огня, но с оговоркой, что речь идёт о приостановке ударов именно по объектам энергетической инфраструктуры; приказ об этом был немедленно отдан российским вооружённым силам. Была достигнута договорённость о начале переговоров делегаций о дальнейших шагах к миру на Украине. На следующий день состоялся телефонный контакт Трампа с президентом Украины В. А. Зеленским, который также одобрил вариант взаимного прекращения атак на объекты энергетики. В диалоге Путин—Трамп, помимо украинской темы, обсуждались перспективы нормализации отношений России и США.

## Переговоры 19 мая
После прошедшей 16 мая 2025 года в Стамбуле встречи делегаций России и Украины — первой за более чем три года — стало ясно, что для урегулирования российско-украинского конфликта чрезвычайно важны непосредственные контакты американского и российского президентов. Сразу после встречи в Турции началась подготовка к новому телефонному разговору Путина и Трампа по соответствующей проблематике. Такой разговор был намечен на 19 мая и состоялся как запланировано. 
Также констатировалась целесообразность персональной встречи лидеров США и России.

## Переговоры 4 июня
Президент США Дональд Трамп сообщил, что провёл телефонный разговор с российским лидером Владимиром Путиным, они обсуждали украинское урегулирование и иранскую ядерную проблему. В Кремле подтвердили факт беседы. По оценке Трампа, «Это был хороший разговор. Но это был не тот разговор, который приведёт к немедленному миру (на Украине)». Путин предупредил собеседника о намерении ответить на украинские атаки на Россию, имевшие место 31 мая — 1 июня. Разговор продлился примерно 1 час 15 минут.

## Переговоры 14 июня
Следующий разговор Путин—Трамп прошёл 14 июня и длился 50 мин. Поводом для него стала резкая эскалация ситуации на Ближнем Востоке: 13-го числа Израиль предпринял военную операцию против ядерной программы и инфраструктуры баллистических ракет Ирана; в тот же день последовала ответная атака Ирана. Хотя в этом разговоре тема украинского конфликта ушла на второй план, Путин сообщил о готовности России продолжить переговоры с Украиной после 22 июня, президент США принял информацию к сведению и вновь констатировал заинтересованность в скорейшем окончании конфликта.

## Переговоры 3 июля
3 июля прошли ещё одни телефонные переговоры, продолжавшиеся около часа. Предметы обсуждения: Ближний Восток (ирано-израильский конфликт, Сирия) и военные действия на Украине, плюс некоторые вопросы российско-американского сотрудничества. По основной теме поиска путей урегулирования ситуации на Украине не было достигнуто никакого прогресса, Трамп выразил разочарование и недовольство, подвергнув сомнению стремление Путина к скорейшему достижению мира. Положительным моментом явился сам факт продолжения интенсивных контактов двух президентов.

## Переговоры 19 августа
18 августа (по МСК — в ночь на 19 августа) Трамп во время паузы в проводившихся им в Вашингтоне встречах с президентом Украины Зеленским и семью видными европейскими представителями (премьерами Великобритании и Италии, канцлером Германии, президентами Финляндии и Франции, генсеком НАТО и главой Еврокомиссии) позвонил Путину и проинформировал его о ходе встреч. Диалог длился 40 минут. Украинский вопрос стал по сути единственным. Трамп призвал к максимально быстрой организации личной встречи Путин—Зеленский, а также к повышению ранга участников переговоров между делегациями России и Украины.
Этому телефонному контакту предшествовала встреча президентов России и США на Аляске (15 августа); Путин поблагодарил коллегу за тёплый приём.